# Stephen David Bechtel
Stephen Davison Bechtel, Sr. (24.9.1900 – 14.3.1989) là con trai của Warren A. Bechtel, người thành lập Công ty Bechtel và là chủ tịch của công ty này từ năm 1933 tới năm 1960.
Stephen phục vụ tại "Đoàn Công binh thứ 20", trong Lực lượng Viễn chinh Hoa Kỳ gửi sang giúp Pháp trong Chiến tranh thế giới thứ nhất. Sau chiến tranh, năm 1919, ông học trường Đại học California tại Berkeley một năm để làm việc toàn thời gian cho công ty của cha. Ông làm phó chủ tịch công ty Bechtel năm 1925 và trở thành chủ tịch năm 1933, khi Warren Bechtel qua đời bất thình lình trong chuyến du hành ra nước ngoài. Cái chết của người cha xảy ra vào thời gian công ty bị khủng hoảng: bê tông đã được đổ xuống đập Hoover, dự án lớn nhất của công ty Bechtel trong thời điểm đó. Stephen trở thành chủ tịch công ty và điều hành việc xây dựng đập thủy điện Hoover. Hơn 30 năm sau, ông mở rộng công ty thành một công ty công trình xây dựng to lớn và thành công với các hoạt động trên khắp thế giới. Stephen trao lại chức chủ tịch công ty cho con trai, Stephen Jr. năm 1960, nhưng vẫn giữ chức chủ tịch (hội đồng quản trị) tới năm 1969.
Stephen được trao tặng bằng tiến sĩ danh dự Khoa học Nông nghiệp của trường Đại học California tại Berkeley năm 1954. Năm 1980, trường này đã xây dựng hoàn tất "Trung tâm khoa công trình Baechtel" để vinh danh ông.
Stephen Bechtel từ trần năm 1989, và được an táng tại nghĩa trang Mountain View Cemetery ở Oakland, California.
Stephen đã được tạp chí Time đưa vào danh sách 100 nhân vật có ảnh hưởng nhất của thế kỷ 20.

## Linh tinh
Phân khoa Công trình và Kiến trúc ở "The American University Of Beirut" (AUB) được đặt tên là "The Bechtel Engineering Building" theo tên người tặng dữ Stephen D. Bechtel. Tòa nhà này được khai trương ngày 16.4.1954, dưới sự bảo trợ của ngài Camille N. Chamoun, tổng thống nước Liban, và với sự hiện diện của Dr. Constantine Zurayk, quyền chủ tịch đại học AUB, và Mr. Stephen Bechtel.